# 북제주군수
북제주군수는 제주도(현재의 제주특별자치도) 북제주군의 군수이다. 과거 대한민국에 존재했던 기초자치단체장이다. 2006년 북제주군 지역이 제주시로 통합되면서 폐지되었다.

## 역대 북제주군수
| 선출 방식 | 대수 | 이름   | 임기                               |
| --------- | ---- | ------ | ---------------------------------- |
| 관선      | 1대  | 박명효 | 1946년 8월 11일 ~ 1946년 11월 14일 |
| 관선      | 2대  | 김영진 | 1946년 11월 15일 ~ 1950년 3월 10일 |
| 관선      | 3대  | 현주선 | 1950년 5월 19일 ~ 1952년 2월 27일  |
| 관선      | 4대  | 부항석 | 1952년 2월 28일 ~ 1953년 12월 27일 |
| 관선      | 5대  | 김왕진 | 1953년 12월 28일 ~ 1955년 4월 23일 |
| 관선      | 6대  | 강우준 | 1955년 5월 4일 ~ 1960년 1월 31일   |
| 관선      | 7대  | 홍순하 | 1960년 2월 1일 ~ 1960년 5월 27일   |
| 관선      | 8대  | 김한준 | 1960년 5월 28일 ~ 1960년 11월 15일 |
| 관선      | 9대  | 강덕훈 | 1960년 11월 16일 ~ 1961년 6월 30일 |
| 관선      | 10대 | 강태식 | 1961년 7월 1일 ~ 1964년 7월 19일   |
| 관선      | 11대 | 김태진 | 1964년 7월 20일 ~ 1968년 9월 20일  |
| 관선      | 12대 | 김인화 | 1968년 9월 21일 ~ 1971년 8월 20일  |
| 관선      | 13대 | 이군보 | 1971년 8월 21일 ~ 1973년 8월 22일  |
| 관선      | 14대 | 부두용 | 1973년 8월 23일 ~ 1975년 9월 2일   |
| 관선      | 15대 | 홍주표 | 1975년 9월 3일 ~ 1978년 4월 28일   |
| 관선      | 16대 | 전창수 | 1978년 4월 29일 ~ 1978년 10월 30일 |
| 관선      | 17대 | 현치방 | 1978년 10월 31일 ~ 1981년 7월 5일  |
| 관선      | 18대 | 오수만 | 1981년 7월 6일 ~ 1982년 7월 12일   |
| 관선      | 19대 | 김봉수 | 1982년 7월 13일 ~ 1985년 3월 11일  |
| 관선      | 20대 | 김인탁 | 1985년 3월 12일 ~ 1985년 7월 11일  |
| 관선      | 21대 | 김인규 | 1985년 7월 12일 ~ 1986년 9월 28일  |
| 관선      | 22대 | 황인서 | 1986년 9월 29일 ~ 1988년 2월 10일  |
| 관선      | 23대 | 임제호 | 1988년 2월 11일 ~ 1989년 2월 14일  |
| 관선      | 24대 | 고민수 | 1989년 2월 15일 ~ 1990년 2월 2일   |
| 관선      | 25대 | 송무훈 | 1990년 2월 3일 ~ 1991년 1월 13일   |
| 관선      | 26대 | 강철희 | 1991년 1월 14일 ~ 1992년 6월 19일  |
| 관선      | 27대 | 박찬식 | 1992년 6월 20일 ~ 1993년 4월 15일  |
| 관선      | 28대 | 양대현 | 1993년 4월 17일 ~ 1994년 1월 2일   |
| 관선      | 29대 | 김계홍 | 1994년 1월 3일 ~ 1994년 10월 3일   |
| 관선      | 30대 | 신철주 | 1994년 10월 4일 ~ 1995년 6월 30일  |
| 민선      | 31대 | 신철주 | 1995년 7월 1일 ~ 1998년 6월 30일   |
| 민선      | 32대 | 신철주 | 1999년 7월 1일 ~ 2002년 7월 1일    |
| 민선      | 33대 | 신철주 | 2002년 7월 2일 ~ 2005년 6월 22일   |